# Pretty Saro
Pretty Saro est une ballade folklorique anglaise originaire du début des années 1700.
La chanson s'est éteinte en Angleterre au milieu du XVIIIe siècle, mais a été redécouverte en Amérique du Nord (en particulier dans les Appalaches) au début du XXe siècle, où elle avait été préservée grâce aux traditions orales.
Cecil Sharp et plus tard les folkloristes et les partisans de la renaissance folklorique ont aidé à garder des chansons telles que Pretty Saro bien vivantes dans les temps modernes.
Elle a été interprétée par des musiciens tels que Bob Dylan, Derroll Adams, Sam Amidon, Judy Collins, Shirley Collins, Iris Chris Jones, Bruce Molsky, Ashley Monroe, Jay Munly, Pete Seeger, Doc Watson, The Dixie Bee-Liners, John Doyle, Bert Jansch Rhiannon Giddens, Bluecoats Drum, Martin Simpson, Iris DeMent, The Westerlies.